# Bianca Lancia

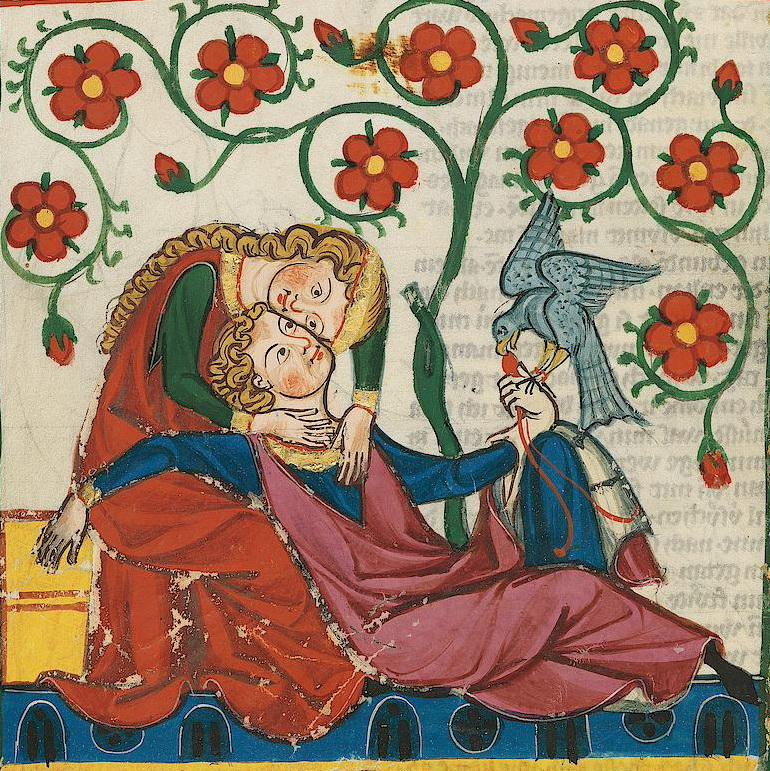
Der Codex Manesse zeigt den Minnesänger Konrad von Altstetten mit einer Geliebten und einem Greifvogel, es wird oftmals behauptet, es handele sich um Friedrich und Bianca

Bianca Lancia die Jüngere (* um 1200/1210 in Agliano, Piemont; † etwa 1244/1246 möglicherweise in Gioia del Colle, Apulien) war ab 1227 eine Geliebte des Kaisers Friedrich II. und wurde auf ihrem Sterbebett seine Ehefrau und damit Kaiserin des römisch-deutschen Reiches und Königin von Sizilien. 

## Leben
Bianca Lancia war wahrscheinlich eine Tochter von Manfred I. Lancia (ca. 1140-nach 1214), dem ersten urkundlich erwähnten Vertreter der sizilianischen Adelsfamilie Lancia. Ihre Mutter könnte die ebenfalls erwähnte Bianca Lancia die Ältere gewesen sein. Ob diese tatsächlich ihre Eltern waren, ist jedoch unsicher. Sie wuchs vermutlich auf der Burg Brolo auf, die der Familie Lancia gehörte. 
Friedrich II. heiratete sie kurz vor ihrem Tod (confirmatio matrimonii in articulo mortis), wodurch ihre gemeinsamen Kinder, die als Bastarde geboren waren, nachträglich als ehelich legitimiert wurden (legitimatio per matrimonium subsequens). Damit wollte der Kaiser die Anzahl seiner legitimen Nachkommen und möglichen Nachfolger erhöhen.
Ein paar Autoren haben behauptet, dass sie die einzige wahre Liebe von Friedrich war, jedoch ist wahrscheinlicher, dass die romantisch wirkende Heirat auf dem Sterbebett neben der Legitimation der Kinder auch politischen Zweckes war, um die Bündnispartnerschaft zwischen Manfred II. Lancia und dem Kaiser zu bestärken. Beide waren 1245 exkommuniziert worden und die Familie Lancia bekleidet laut  Hubert Houben seit 1246 höchste Ämter in Sizilien.
Ihre gemeinsamen Kinder waren:
- Costanza (Anna) (1230/1232–1307); heiratete um 1244 Kaiser Johannes III. von Byzanz
- Manfred (1232–1266), ab 1258 König von Sizilien
- Violanta (vor 1233 – nach Sommer 1264); heiratete um 1245 Ricardo Graf von Caserta (schreibt die ältere Literatur, jedoch finden sich dafür keine Belege); sie wird auch als Ehefrau des Grafen Corrado Gaetani d'Oriseo e Terriccio, Vizekönig von Sizilien, erwähnt.

Nach einer örtlichen Überlieferung starb Bianca im Castello di Gioia del Colle, zwischen Bari und Tarent gelegen. In der dortigen Pfarrkirche soll ihr Grab Anfang des 18. Jahrhunderts entdeckt worden sein. Auch das Castello di Monte Sant’Angelo wird in Quellen als Ort der geheimen Beziehung zwischen Friedrich II. und Bianca Lancia genannt.

## Legenden

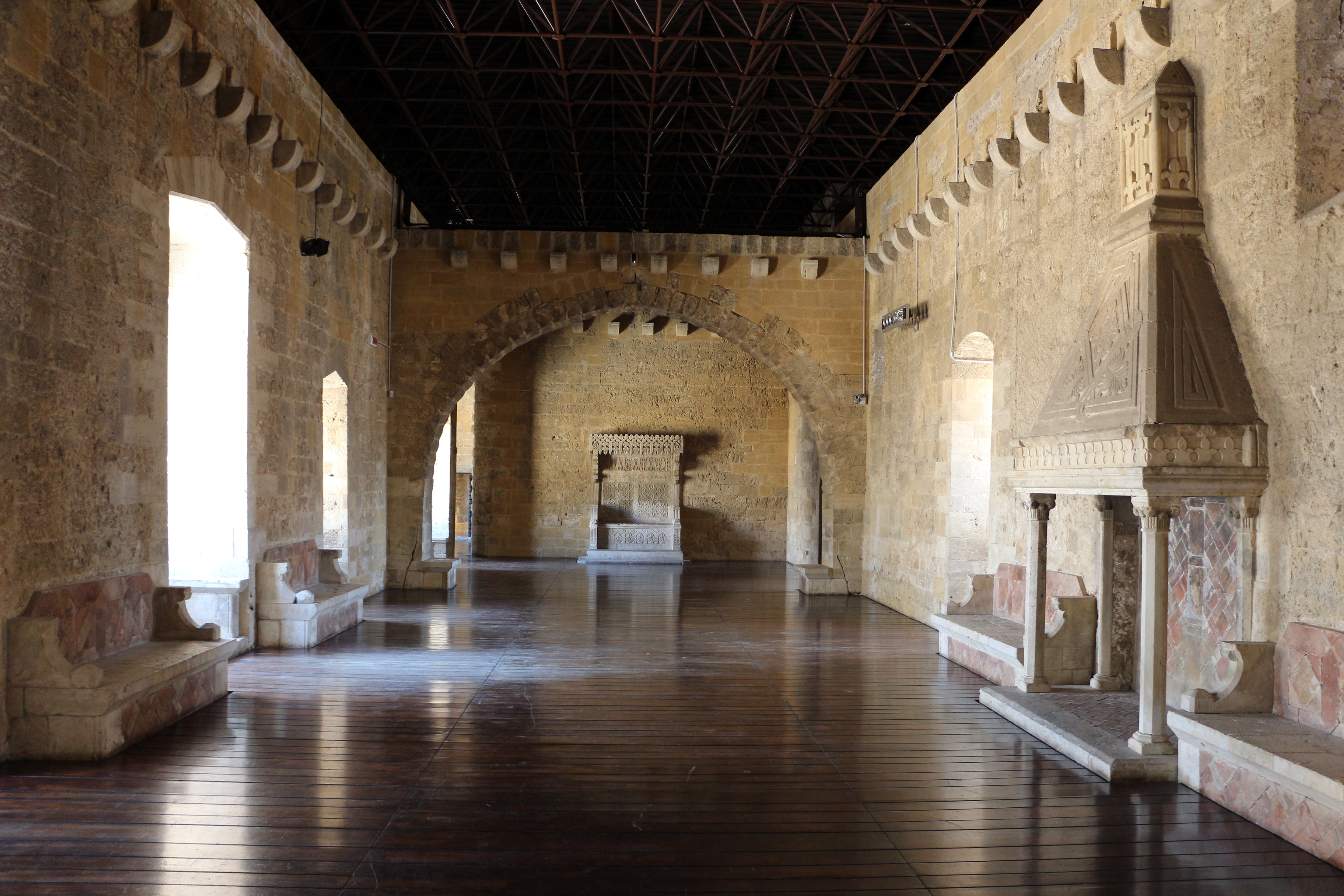
Thronsaal des Castello di Gioia del Colle, wo Bianca zeitweise gelebt und den Sohn Manfred geboren haben soll.

Ein paar Legenden ranken sich um diese mögliche Liebesgeschichte:
- In Mazzarino (CL) wird erzählt, dass auf dem Schloss Castello di Grassuliato noch heute der Geist Friedrichs spukt, da dort Bianca und Friedrich sich liebten.
- Der Priester Bonaventura da Lama schrieb, dass Bianca während der Schwangerschaft mit Manfred von Friedrich im Turm des Castello di Gioia del Colle (BA) eingesperrt wurde, weil er eifersüchtig war. Als Beweis ihrer Treue überlieferte sie Friedrich nach der Geburt Manfreds das Kind und ihre abgeschnittenen Brüste auf einem Tablett.